# Neve Šalom
Neve Šalom (hebrejsky נְוֵה שָׁלוֹם, doslova „Oáza míru“, arabsky واحة السلام, Vahat as-Salam, v oficiálním přepisu do angličtiny Newe Shalom, přepisováno též Neve Shalom) je vesnice v Izraeli, v Jeruzalémském distriktu, v Oblastní radě Mate Jehuda, obývaná Židy i Araby.

## Geografie
Leží v nadmořské výšce 284 metrů na zalesněných svazích na západním okraji Judských hor v Jeruzalémském koridoru, v místech kde se terén začíná sklánět do pahorkatiny Šefela. Jižně od vesnice se rozkládá Ešta'olský les vysázený Židovským národním fondem, který je součástí rozsáhlejšího lesního komplexu zvaného Rabinův park. Na sever od obce se terén sklání do údolí toku Nachal Ajalon.
Obec se nachází 29 kilometrů od břehu Středozemního moře, cca 35 kilometrů jihovýchodně od centra Tel Avivu a cca 25 kilometrů severozápadně od historického jádra Jeruzalému. Neve Šalom obývají Židé a izraelští Arabové, přičemž osídlení v okolním regionu je etnicky převážně židovské.
Vesnice je situována v nárazníkovém pásmu, které leží v oblasti Latrunu podél Zelené linie a odděluje Izrael v jeho mezinárodně uznávaných hranicích a Západní břeh Jordánu. Roku 1967 byla v šestidenní válce tato oblast ovládnuta Izraelem a počátkem 21. století fakticky anektována k Izraeli pomocí bezpečnostní bariéry, jež fyzicky oddělila dále k severovýchodu ležící arabské (palestinské) oblasti Západního břehu.
Neve Šalom je na dopravní síť napojen pomocí místní komunikace, která na západní straně ústí do dálnice číslo 3.

## Dějiny
Neve Šalom byl založen v roce 1983. Podle jiného zdroje došlo k založení vesnice již roku 1969. Oficiálně byla uznána izraelskou vládou za administrativně samostatnou obec roku 1989. Vesnice byla zřízena jako unikátní projekt smíšeného židovsko-arabského sídla, které mělo přispět ke sblížení obou etnik. Myšlenku na zbudování takové osady inicioval Bruno Hussar, dominikánský kněz z Jeruzalému.
Její jméno je inspirováno citátem z Bible z Knihy Izajáš 32,18: „Můj lid bude sídlit na nivách pokoje, v bezpečných příbytcích, v klidných místech odpočinku“
V obci funguje škola se smíšenou výukou v hebrejštině a arabštině. Dojíždějí do ní i některé děti z židovských vesnic v okolí. Chod vesnice je financován z darů od mezinárodních sponzorů. V čele je volená samospráva. Mezi arabskými a židovskými obyvateli se objevily některé rozpory, například v době druhé intifády nebo v hodnocení izraelského zásahu proti konvoji do Pásma Gazy v roce 2010.

## Demografie
Podle údajů z roku 2014 tvořili obyvatelstvo v Neve Šalom z poloviny Židé (cca 100 osob) a Arabové (cca 100 osob). Jde o menší obec vesnického typu s dlouhodobě rostoucí populací. K 31. prosinci 2014 zde žilo 243 lidí. Během roku 2014 populace stoupla o 3,8 %.
| Rok            | 1995 | 2001 | 2003 | 2004 | 2005 | 2006 | 2007 | 2008 | 2009 | 2010 | 2011 | 2012 | 2013 | 2014 |
| -------------- | ---- | ---- | ---- | ---- | ---- | ---- | ---- | ---- | ---- | ---- | ---- | ---- | ---- | ---- |
| Počet obyvatel | 105  | 140  | 160  | 180  | 189  | 200  | 211  | 226  | 223  | 230  | 237  | 234  | 234  | 243  |